# Janet Zaph Briggs
Pour les articles homonymes, voir Jordan.
Janet Zaph Briggs, née le 7 février 1912 et morte le 25 janvier 1974, est une métallurgiste américaine, la première femme à obtenir un diplôme d'ingénieur des mines de l'université de Stanford, et une experte du molybdène. Elle est intronisée au National Mining Hall of Fame en 1989.

## Enfance et formation
Janet Zaph Briggs est née à Santa Ana, en Californie, fille de George S. Briggs et Eva Potts Briggs. Elle fréquente l'Université de Stanford, où elle est vice-présidente du club d'aviation. Elle apprend à voler pendant ses études et obtient ses diplômes en génie minier en 1931 et 1933. Sa thèse de maîtrise à Stanford s’intitule A Short Study of the Making, Working, and Properties of Ancient Iron. Elle termine ses études doctorales à l'université de Leoben en Autriche.
En 1933, l'Université de Stanford publie son travail intitulé The Microcharacter as a Metallurgical Instrument.

## Carrière
En tant que métallurgiste, elle travaille à partir de 1936 pour la Crucible Steel Company, puis pour la Climax Molybdenum Company, s'élevant au rang de vice-présidente de l'information technique en 1970. Elle coécrit deux ouvrages de référence, Molybdenum : Steels, Irons, Alloys en 1948, et Mo : Less Common Alloys of Molybdenum en 1962. En 1945, elle dépose un brevet pour un procédé de fabrication d'acier trempé.
En tant que pilote amatrice, Janet Zaph Briggs obtient sa licence de pilote privé en 1930, et est l'une des neuf membres fondatrices de la section Bay Cities des Ninety-Nines, organisation internationale des femmes pilotes.

## Vie privée et postérité
Janet Zaph Briggs vit à New York, mais décède lors d'un voyage d'affaires à Tokyo en 1974, à l'âge de 61 ans. Sa tombe se trouve à côté de celles de ses parents, à Santa Ana, en Californie.
Climax Molybdenum publie une biographie de Janet Briggs peu après sa mort.
En 1974, Janet Briggs est décorée à titre posthume de l'ordre du Trésor sacré de quatrième classe de la part de l'Empereur du Japon pour ses contributions à l'industrie sidérurgique japonaise.
En 1989, elle est intronisée au National Mining Hall of Fame (en) à Leadville, Colorado.